# Non ambigimus
Non ambigimus (Ne discutons pas en français) est un bref du pape Benoît XIV, publiée le 30 mai 1741 et traitant de la stricte observance du jeûne durant le temps de Carême.